# Peter Friedrich von Willemoes-Suhm
Peter Friedrich von Willemoes-Suhm (* 3. September 1816 in Odense, Dänemark; † 19. Dezember 1891 in Segeberg) war ein dänischer und später preußischer Beamter.

## Leben
Peter Friedrich von Willemoes-Suhm war ein Sohn des Rittmeisters in dänischen Diensten Martin Willemoes (1787–1865) und dessen Frau Petra Fridricca Christiana Suhm (1799–1837), der einzigen Tochter von Peter Frederik Suhm. Sein Vater wurde 1820 bei gleichzeitiger Namens- und Wappenvereinigung unter dem Namen Willemoes-Suhm in den dänischen Adelsstand erhoben. Er wuchs in Schleswig-Holstein auf und studierte Rechtswissenschaften an der Universität Kiel und der Universität Göttingen. 1840 wurde er Mitglied des Corps Bremensia Göttingen und des Corps Holsatia. Nach Abschluss des Studiums war er bei Gerichten in Itzehoe und in Glückstadt und 1847/48 beim Amt für Auswärtige Angelegenheiten in Kopenhagen tätig. 1849 war er Stadtpräsident in Glückstadt, von 1850 bis 1852 ebendort Bürgermeister. Anschließend war er für zehn Jahre Polizeipräsident von Wandsbek und für zwei Jahre Polizeipräsident von Altona. 1866 wurde Willemoes-Suhm Amtmann des Amtes Rendsburg und nach der Einverleibung Schleswig-Holsteins durch Preußen Landrat des 1867 neu konstituierten Kreises Rendsburg. Nach zehnjähriger Tätigkeit in diesem Amt war er bis zu seinem Tod Landrat des Kreises Segeberg.
Er war seit 1846 verheiratet mit Mathilde Ida Albertine, geb. von Qualen (* 6. Dezember 1824 in Eutin; † 11. Januar 1907 in Itzehoe). Ältester Sohn des Paares war der Biologe Rudolf von Willemoes-Suhm. Ein weiterer Sohn war der Porträtmaler Friedrich von Willemoes-Suhm. Eine Tochter des Paares, Jeannette Wilhelmine Ottilie (1857–1920), heiratete den Verwaltungsjuristen Oskar von Dolega-Kozierowski.

## Auszeichnungen
- Titel Königlich Dänischer Kammerherr[3]
- Titel Geheimer Regierungsrat
- Roter Adlerorden 3. Klasse mit Schleife